# Praxis mit Meerblick – Auf zu neuen Ufern
Auf zu neuen Ufern ist ein deutscher Fernsehfilm von Joseph Orr aus dem Jahr 2019. Es handelt sich um den sechsten Film der ARD-Reihe Praxis mit Meerblick mit Tanja Wedhorn als Ärztin Nora Kaminski in der Hauptrolle und Benjamin Grüter, Dirk Borchardt, Patrick Heyn, Anne Werner, Morgane Ferru und Lukas Zumbrock in tragenden Rollen. Die Haupt-Gaststars dieser Folge sind Luise Helm, Johannes Kühn, Hans Peter Korff und Ute Lubosch.
Die Erstausstrahlung des Films erfolgte am 22. März 2019 auf dem ARD-Sendeplatz Endlich Freitag im Ersten.

## Handlung
Nora Kaminski, die Ärztin ohne Doktortitel, geht die schwere Aufgabe an, einen neuen Partner für die Praxis ihres tödlich verunglückten Freundes und Kollegen Richard Freese zu suchen. Auch hat die Ärztin inzwischen bereut, dass sie ihre Sprechstundenhilfe Mandy wegen eines Vertrauensbruchs entlassen hat, was für sie angesichts der für Mandy eingestellten neuen inkompetenten und sie kaum unterstützenden Mitarbeiterin besonders schmerzlich ist. Nora schafft es jedoch, Mandy dazu zu bringen, ihre Karrierepläne erst einmal auf Eis zu legen und zu ihr zurückzukehren.
Die Bewerber auf die freigewordene Stelle gefallen Nora Kaminski nicht, sie ist sich sicher, dass sie weder zu ihr noch zu der Praxis passen. Infrage käme jedoch Dr. Hannes Stresow, der bisher in der Schweiz praktiziert hat. Allerdings wundert sich Nora, dass ein Arzt mit einer solchen Reputation unter ihr, einer Ärztin ohne Doktortitel, arbeiten will. Ein persönliches Gespräch mit Stresow überzeugt Nora davon, dass sein Interesse an der Stelle ernstgemeint ist. Erstaunt ist die Ärztin jedoch, als sie erfahren muss, dass Stresow sich auch bei ihrem Erzfeind Dr. Heckmann in der Rügenklinik vorgestellt hat. Seine Erklärung klingt jedoch schlüssig und Nora stellt Stresow ein.
Sorgen bereitet Nora Kaminski ihre Patientin Annett Siggelkow, deren verletztes Knie nur der Anfang eines schwerwiegenden Falles ist. Die Frau des Bäckers Holger Siggelkow unterzieht sich seit geraumer Zeit einer Hormonbehandlung zwecks künstlicher Befruchtung, was ungeahnte Auswirkungen auf ihren Körper hat. Sie hat schon vier künstliche Befruchtungen hinter sich. In zwei Tagen steht erneut eine Eizellenentnahme an, weshalb die Patientin nicht wollte, dass Nora von der Hormonbehandlung erfährt. Doch Nora wäre nicht Nora, wenn sie es nicht möglich machen würde, dass die Patientin diesen Termin gleich in der Rügenklinik wahrnehmen kann. Und diesmal klappt es, Annett Siggelkow darf sich auf Zwillinge freuen.
Mit Erstaunen stellt die Ärztin zudem fest, dass ihr Ex-Mann Peer schon wieder auf Rügen ist. Kai, dem gemeinsamen Sohn des Paares ist schnell klar, dass sein Vater wieder Interesse an seiner Ex-Frau hat, während Nora nichts davon ahnt. Als Peer Kaminski sich eine Ferienwohnung mit Meerblick ansieht, die er kaufen will, stolpert er und bricht sich bei einem Sturz die Treppe hinunter das Steißbein. Da die Bank bei dem von Nora erhofften Kredit für den Praxiskauf einen Rückzieher macht, bietet Peer ihr an als Bürge aufzutreten, was Nora jedoch ablehnt. Nun ist guter Rat teuer. Unerwartete Hilfe kommt von Noras Vermieterin und neuen mütterlichen Freundin Roswitha Wing, die ihr eine Bürgschaft geradezu aufdrängen muss. 

## Produktion

### Produktionsnotizen.
Auf zu neuen Ufern wurde vom 5. September bis zum 6. Oktober 2018 in Berlin, auf der Ostseeinsel Rügen und in Stralsund gedreht. Produziert wurde der Film von der Real Film Berlin im Auftrag der ARD Degeto für Das Erste. Die Redaktion des Films für die ARD Degeto lag bei Stefan Kruppa.

### Fragen an Benjamin Grüter
An Benjamin Grüter ging die Frage, wie es für ihn – als gebürtigem Schweizer – gewesen sei, sich im hohen Norden eine frische Meeresbrise um die Ohren wehen zu lassen. Grüter meinte, Rügen sei wunderschön, die Lichtverhältnisse auf der Insel würden denen in den Bergen ähneln. Sie veränderten sich ständig und böten eine große Farbpalette, ein schönes und imposantese Naturschauspiel, bei dem es sich auch wunderbar spazieren gehen lasse. Stresow sei eine interessante Figur, das habe ihn an der Rolle gereizt. Er könne auf der einen Seite sehr empathisch, dann aber auch wieder sehr verschlossen sein. Diese Ambivalenz gebe seiner Figur auch etwas Geheimnisvolles – da ein solcher Mensch nicht leicht zu durchschauen sei. Vielleicht wirke Stresow auf andere Menschen schnell arrogant, er glaube aber nicht, dass er es wirklich sei. Eigen sei ihm allerdings, dass er einen hohen Anspruch an seine Umwelt, aber vor allem an sich selbst habe. Dieser hohen inneren Messlatte könne er wahrscheinlich selbst nicht immer gerecht werden. Grüter meinte weiter, er habe sich auf die Rolle eines Mediziners vorbereitet, indem er sich mit Ärzten und Ärztinnen über ihren Beruf unterhalten habe. Dabei sei es um die alltäglichen Widrigkeiten ebenso gegangen wie um die Verantwortung von Ärzten gegenüber ihren Patienten und nicht zuletzt auch um ihren Arbeitsethos.

### Filmmusik
- Charmer und Looking for Nothing von Aimee Mann
- In Your Face und Black von Cat Power
- Let Your Light In, Babe von Robert Forster
- Exit Music von Radiohead
- Truth Sets In von Avi Buffalo

## Rezeption

### Veröffentlichung, Einschaltquote
Der am 22. März 2019 im Programm der ARD erstmals ausgestrahlte Film wurde von 5,54 Millionen Zuschauern eingeschaltet. Der Marktanteil lag bei 18,0 Prozent.

### Kritik
Die Kritiker der Fernsehzeitschrift TV Spielfilm zeigten mit dem Daumen zur Seite, vergaben für Humor und Spannung je einen von drei möglichen Punkten und stellten fest: „Das neue Team für Regie und Skript verschenkt seinen frischen Ansatz. Trotz eines soliden Neuzugangs mit Grüter bleibt die Serie in ihrem alten, viel zu seifigen Trott!“  Fazit: „Nicht ohne Charme, aber zu viele Klischees“.
Tilmann P. Gangloff befasste sich mit der Reihe auf der Seite tittelbach.tv, der er drei (dicke) von sechs möglichen Sternen gab. Gangloff meinte im Hinblick auf die Degeto-Programmpolitik, es müsse festgestellt werden, „dass ‚Praxis mit Meerblick‘ dramaturgisch gesehen die gleiche Geschichte erzählt wie die Freitagsreihen ‚Die Eifelpraxis‘ und ‚Die Inselärztin‘“. […] Darstellerinnen und Schauplätze würden wechseln, „aber das Schema“ sei „in den Freitagsfilmreihen der ARD-Tochter stets das gleiche: Eine Helferin mit Herz kümmert sich rund um die Uhr hingebungsvoll um die Nöte ihrer Patienten, hat in der Liebe aber kein Glück. Letzteres ist natürlich pures Kalkül und soll auf der horizontalen Ebene für durchgehende Spannung sorgen“. Die Folge ‚Auf zu neuen Ufern‘ erreiche „unterm Strich nicht die Qualität des zweiten Teils. Sinnbildlich dafür“ sei „die Musik: Während Jan Janssons die Stimmungen in den beiden anderen Filmen sehr schön aufgenommen und vertieft hat, erinnern seine diesmal oft bloß wenige Akkorde kurzen Zwischenspiele an die austauschbaren Klänge, mit denen das Kompositionsunternehmen Dynamedion die akustischen Lücken in RTL-Serien stopft“.